# Scheinfeld

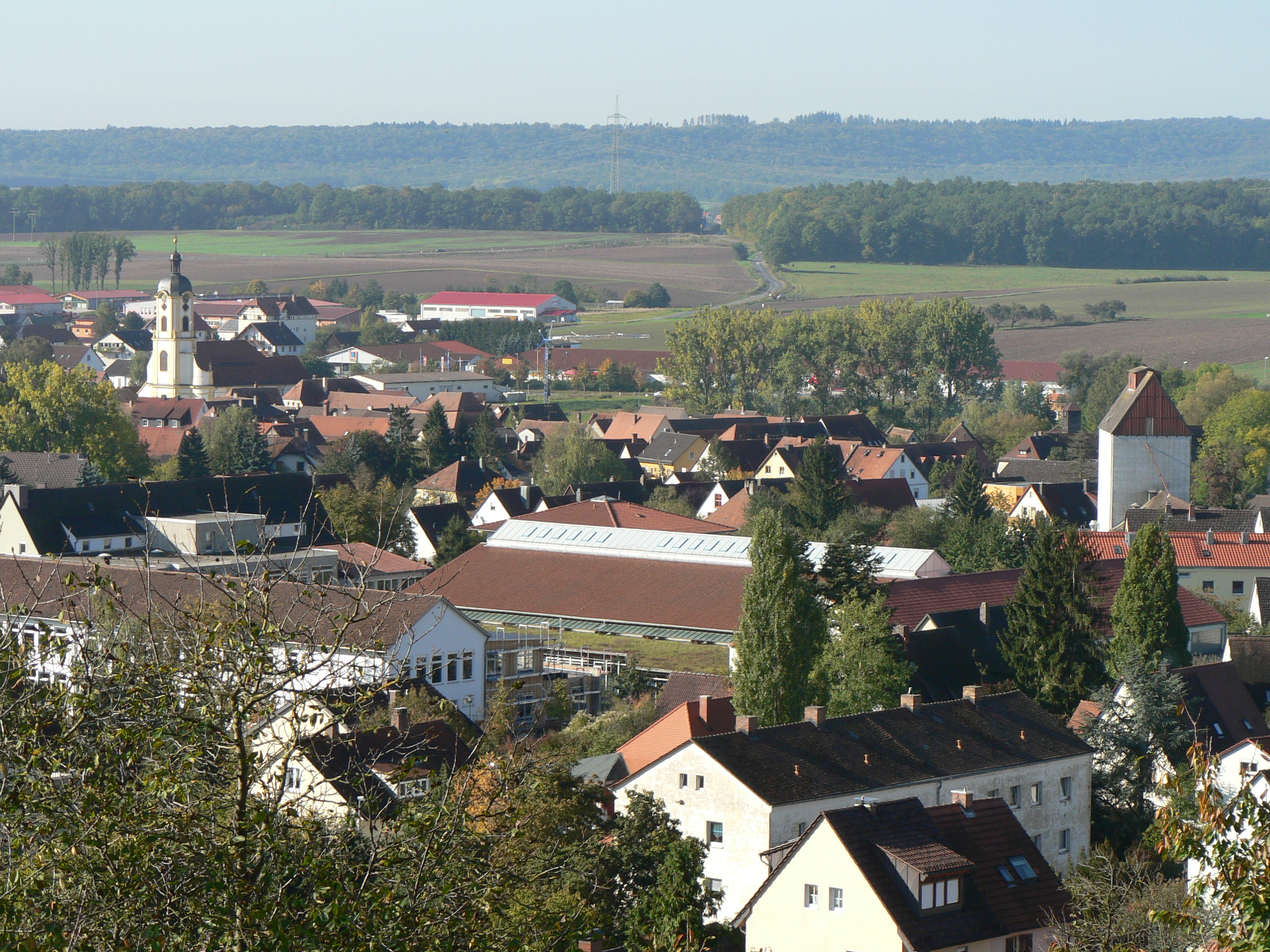
Nordostansicht

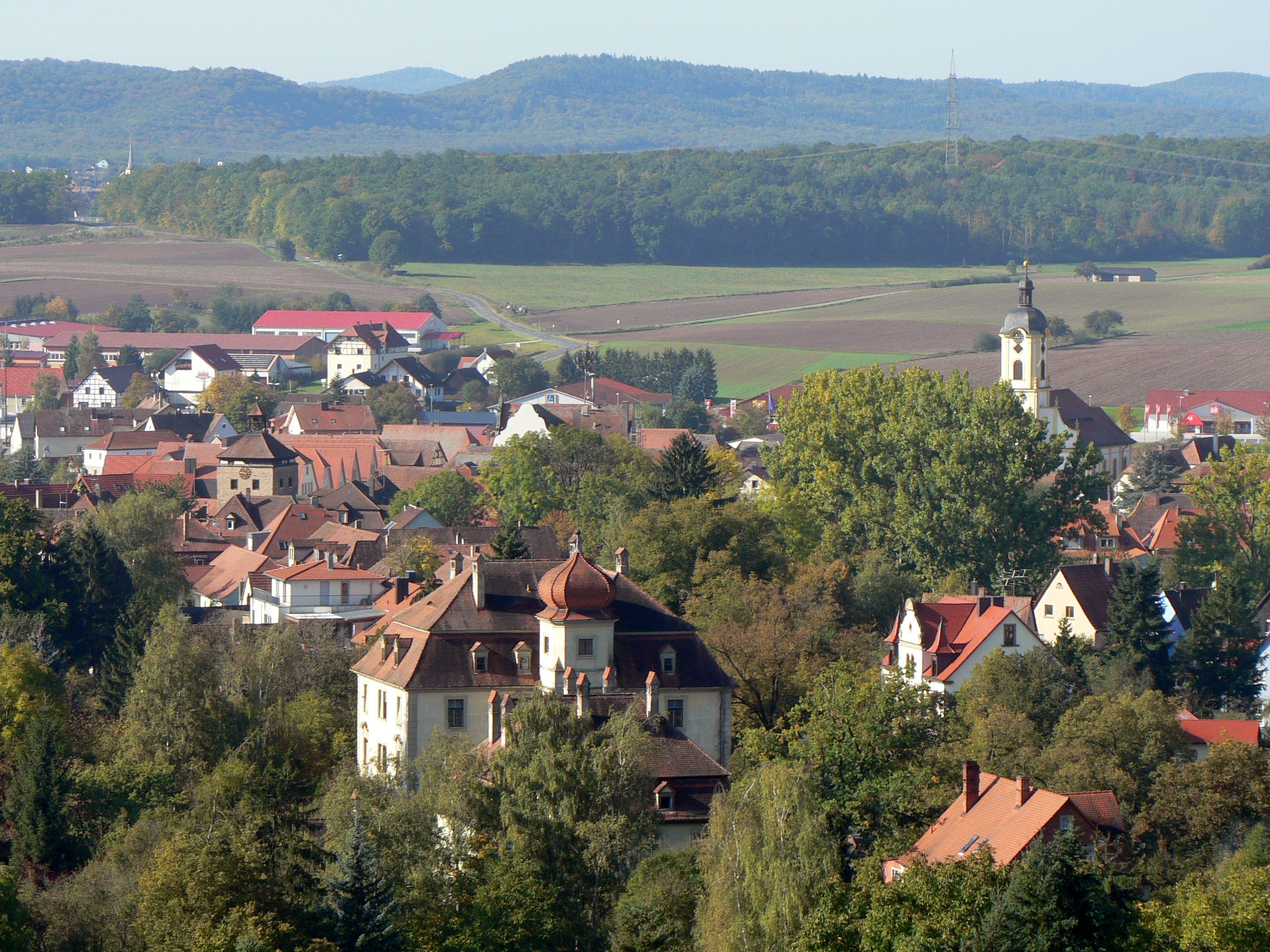
Ostansicht

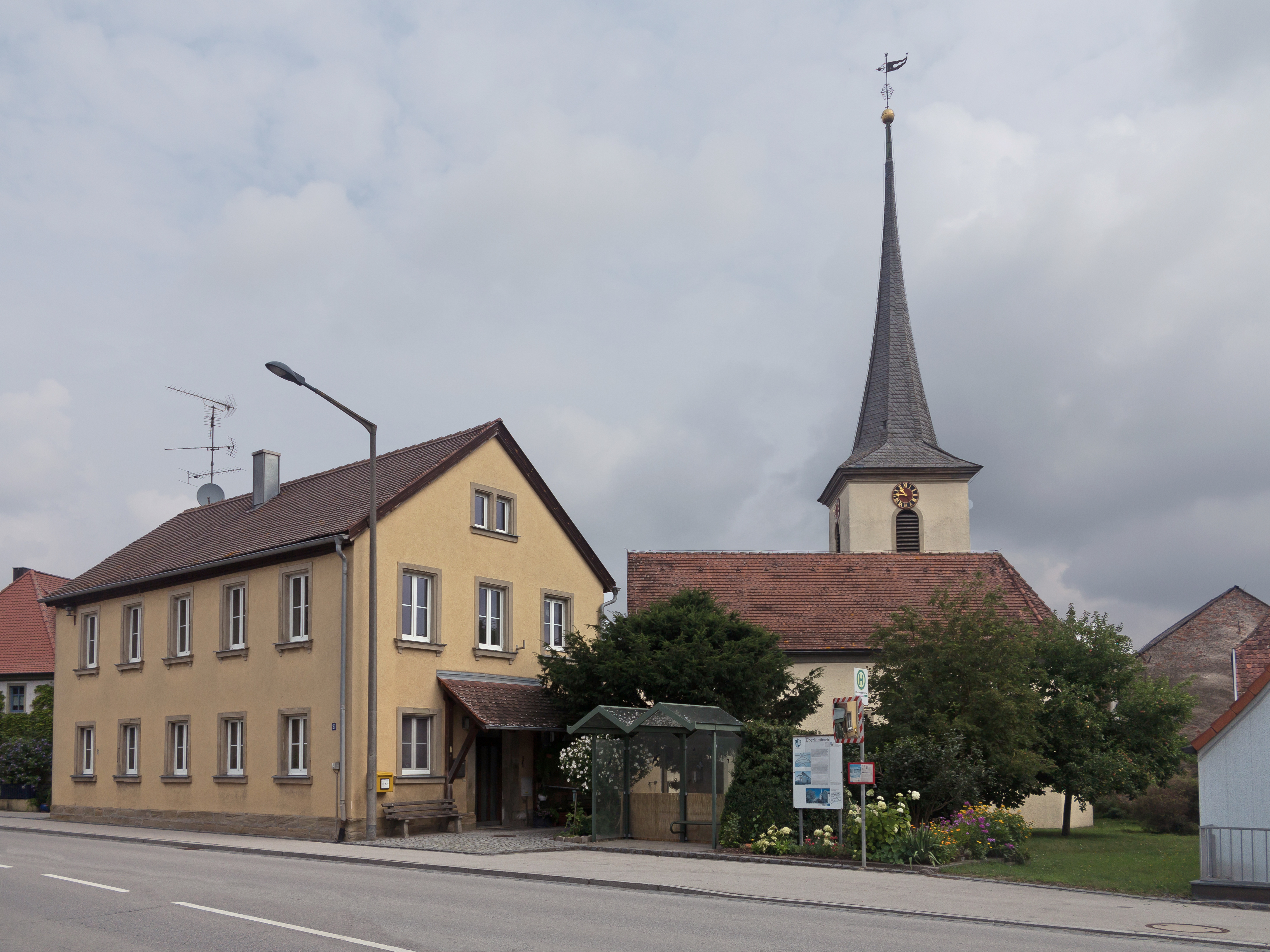
Kirche in Oberlaimbach

Scheinfeld ([ˈʃaɪ̯nˌfɛlt] ⓘ, fränkisch: Schafld) ist eine Stadt im Landkreis Neustadt an der Aisch-Bad Windsheim in Mittelfranken. Sie ist Sitz der Verwaltungsgemeinschaft Scheinfeld. Die Stadt liegt am Südwestabfall des Steigerwaldes.

## Geografie

### Lage
Scheinfeld liegt im Steigerwald an der Scheine, dem linken Oberlauf des Laimbachs.

### Nachbargemeinden
Nachbargemeinden sind (von Norden beginnend im Uhrzeigersinn): Oberscheinfeld, Burghaslach, Markt Taschendorf, Baudenbach, Langenfeld, Sugenheim und Markt Bibart.

### Gemeindegliederung
Es gibt 18 Gemeindeteile (in Klammern ist der Siedlungstyp angegeben):
- Burgambach (Dorf)
- Einsiedelei (Einöde)
- Erlabronn (Kirchdorf)
- Grappertshofen (Dorf)
- Hohlweiler (Dorf)
- Hohlweilermühle (Einöde)
- Klosterdorf (Pfarrdorf)
- Kornhöfstadt (Pfarrdorf)
- Neuses (Dorf)
- Oberlaimbach (Kirchdorf)
- Ruthmannsweiler (Dorf)
- Scheinfeld (Hauptort)
- Schnodsenbach (Pfarrdorf)
- Schwarzenberg (Schloss)
- Thierberg (Dorf)
- Unterlaimbach (Kirchdorf)
- Vettermühle (Einöde)
- Zeisenbronn (Dorf)

Die Einöde Ziegelhütte zählt zum Gemeindeteil Scheinfeld, die Einöde Dorfmühle zum Gemeindeteil Kornhöfstadt. Fischhaus und Wasenmeisterei sind Wüstungen, die auf dem Gemeindegebiet von Scheinfeld liegen.
Es gibt auf dem Gemeindegebiet die Gemarkungen Burgambach, Erlabronn, Grappertshofen, Kornhöfstadt, Oberlaimbach, Ruthmannsweiler, Scheinfeld, Schnodsenbach, Schwarzenberg, Thierberg und Unterlaimbach. Die Gemarkung Scheinfeld hat eine Fläche von 4,693 km². Sie ist in 1934 Flurstücke aufgeteilt, die eine durchschnittliche Fläche von 2426,41 m² haben. In ihr liegt neben dem namensgebenden Ort ein Teil von Klosterdorf.

## Geschichte

### Name und Ersterwähnung
In einer Urkunde, die zwischen 776 und 796 entstanden sein muss, wurde der Ort erstmals als „Scegifeldum“ erwähnt. Der Ortsname leitet sich von einem gleichlautenden Flurnamen ab, dessen Grundwort feld (ahd. für Ebene, anbaufähiges Land) und dessen Bestimmungswort entweder der Personenname Skago oder das altnordische Verbum skaga (= hervorstechen) ist. Je nach dem bedeutet der Flurname „zu den spitz zulaufenden Feldern“ oder „zu den Feldern eines Skago“. Scheinfeld wurde in der Folgezeit auch mit dem Zusatz Nieder oder Markt erwähnt, wohl zur Unterscheidung des in der Nähe gelegenen Oberscheinfeld. Im 17. Jahrhundert wurde es zeitweise auch als Schönfeld bezeichnet. In der Mundart wird der Ort „Schafld“ ausgesprochen.
Während der Zeit der Stammesherzogtümer lag der Ort im Herzogtum Franken. Schloss Schwarzenberg nahe Scheinfeld erscheint zum ersten Mal urkundlich im Jahr 1258.

### Bis zur Gebietsreform
Erkinger von Seinsheim kaufte in der Zeit von 1405 bis 1421 das Schloss Schwarzenberg von den Herren von Vestenberg, von Abenberg und dem hoch verschuldeten Hochstift Würzburg. Erkinger nannte sich seit dieser Zeit „von Schwarzenberg“. Aufgrund des Einflusses Erkingers erhielt Scheinfeld 1415 von Kaiser Sigismund das Stadtrecht. Die Stadt stand seitdem mit einer kurzen Unterbrechung 1631 bis 1634 durch die Schweden unter der Herrschaft der späteren Fürsten zu Schwarzenberg. Im Dreißigjährigen Krieg wurde Scheinfeld ab Herbst 1631 von schwedischen Kleinverbänden geplündert. Seit 1668 wirkten in Scheinfeld Franziskaner-Minoriten, die 1702 bis 1731 oberhalb Schloss Schwarzenberg das Kloster Schwarzenberg errichteten.
Im Jahre 1805 kam Scheinfeld an das Herzogtum Bayern. Im Rahmen des Gemeindeedikts wurde der Steuerdistrikt Scheinfeld gebildet. Zu diesem gehörten Fischhaus, Hohlweiler, Hohlweilermühle, Klosterdorf, Oberlaimbach, Ruthmannsweiler, Schleckenmühle, Schwarzenberg, Stadelmühle, Unterlaimbach, Vettermühle und Ziegelhütte. Mit dem Zweiten Gemeindeedikt (1818) entstand die Munzipalgemeinde Scheinfeld, zu der Ziegelhütte gehörte. Sie war in Verwaltung und Gerichtsbarkeit dem Herrschaftsgericht Schwarzenberg zugeordnet und in der Finanzverwaltung zunächst dem Rentamt Scheinfeld, nach dessen Auflösung im Jahr 1818 dem Rentamt Iphofen. 1852 kam Scheinfeld an das Landgericht Scheinfeld. Für die Verwaltung war ab 1862 das Bezirksamt Scheinfeld zuständig (1939 in Landkreis Scheinfeld umbenannt) und für die Finanzverwaltung ab 1879 das Rentamt Markt Bibart (1919–1929: Finanzamt Markt Bibart, von 1929 bis 1972: Finanzamt Neustadt an der Aisch, seit 1972: Finanzamt Uffenheim). Die Gerichtsbarkeit blieb bis 1879 beim Landgericht Scheinfeld, von 1880 bis 1973 war das Amtsgericht Scheinfeld zuständig, seitdem ist es das Amtsgericht Neustadt an der Aisch. Vor 1871 wurden Fischhaus und Klosterdorf nach Scheinfeld eingemeindet. Die Gemeinde hatte eine Gebietsfläche von 4,680 km².
Bereits am 21. März 1921 hatten die Nationalsozialisten unter Mitwirkung des Scheinfelder Oberamtsrichters Karl Engert für Scheinfeld und Markt Bibart eine erste nordbayerische Ortsgruppe gegründet. Der gebürtige Scheinfelder Land- und Gastwirt Wilhelm Holzwarth, der Begründer des Uffenheimer Tageblatts, war ebenfalls ein Gründungsmitglied der Scheinfelder NSDAP-Ortsgruppe, wurde aber später ein Gegner der Nationalsozialisten. Scheinfelds Kreisleiter, Nikolaus Rückel, rief 1938 zur Teilnahme an den Feierlichkeiten zum 15-jährigen Bestehen der Neustädter NSDAP-Ortsgruppe auf: „Zeigt dem Frankenführer [d. i.Julius Streicher], daß der Kreis Scheinfeld wie einst im Kampfe so auch heute in vorderster Front steht“.
Nach dem Ende des Zweiten Weltkriegs 1945 gehörte Scheinfeld zur Amerikanischen Besatzungszone. Die amerikanische Militärverwaltung richtete am 28. April 1946 ein DP-Lager zur Unterbringung von Vertriebenen (Displaced Persons, DPs) ein. Die Bewohner kamen aus dem DP-Lager Regensburg und stammten ausschließlich aus Litauen. Das Lager wurde von dem Team 569 der UNRRA (UNO) betreut und 1949 aufgelöst. Als Zahlungsmittel wurde innerhalb des Lagers ein spezielles zweisprachiges (englisch/litauisch) Lagergeld verwendet.
Das Lager war ursprünglich durch den Reichsarbeitsdienst im Jahre 1934 errichtet worden. Bestandteile sind noch der sogenannte Altbau des Scheinfelder Gymnasiums sowie die Scheinfelder Wolfgang-Graf-Halle. Die übrigen Barackenbauten des Lagers wurden 1993 im Zuge des Neubaus der Dreifachsporthalle abgerissen.
Bis zum 30. Juni 1972 war Scheinfeld Zentralort des gleichnamigen Landkreises.

### Eingemeindungen
Im Jahr 1866 wurde die Gemeinde Schwarzenberg eingegliedert. Anlässlich der Gebietsreform in Bayern kamen am 1. Januar 1972 Burgambach, Erlabronn, Grappertshofen, Oberlaimbach, Schnodsenbach und Thierberg sowie Teile der aufgelösten Gemeinde Kornhöfstadt hinzu. Ruthmannsweiler und Unterlaimbach folgten am 1. Januar 1976.

### Einwohnerentwicklung
Im Zeitraum 1988 bis 2018 stieg die Einwohnerzahl von 4245 auf 4648 um 403 Einwohner bzw. um 9,5 %.
Gemeinde Scheinfeld
| Jahr      | 1818   | 1840   | 1852   | 1861   | 1867   | 1871   | 1875   | 1880   | 1885   | 1890   | 1895   | 1900   | 1905   | 1910   | 1919   | 1925   | 1933   | 1939   | 1946   | 1950   | 1961   | 1970   | 1987   | 2007   | 2010   | 2015   | 2022   |
| Einwohner | 894    | 926    | 855    | 883    | 1022   | 1166   | 1173   | 1241   | 1202   | 1169   | 1184   | 1186   | 1262   | 1248   | 1328   | 1361   | 1383   | 1855   | 2147   | 2516   | 2534   | 2777   | 4225   | 4702   | 4622   | 4586   | 4846   |
| Häuser    | 235    | 160    |        |        |        | 196    |        |        | 207    | 215    |        | 216    |        |        |        | 248    |        |        |        | 288    | 390    |        | 1081   |        |        | 1365   | 1419   |
| Quelle    | [ 13 ] | [ 21 ] | [ 22 ] | [ 22 ] | [ 23 ] | [ 24 ] | [ 25 ] | [ 26 ] | [ 27 ] | [ 28 ] | [ 29 ] | [ 22 ] | [ 30 ] | [ 22 ] | [ 31 ] | [ 22 ] | [ 32 ] | [ 22 ] | [ 22 ] | [ 33 ] | [ 14 ] | [ 34 ] | [ 35 ] | [ 36 ] | [ 36 ] | [ 36 ] | [ 37 ] |

Ort Scheinfeld
| Jahr      | 1818   | 1840   | 1861   | 1871   | 1885   | 1900   | 1925   | 1950   | 1961   | 1970   | 1987   | 2014   |
| Einwohner | 894    | 922    | 874    | 957    | 1011   | 986    | 1127   | 2180   | 2254   | 2363   | 2464   | 2913   |
| Häuser    | 235    | 159    |        |        | 175    | 173    | 197    | 243    | 340    |        | 598    |        |
| Quelle    | [ 13 ] | [ 21 ] | [ 23 ] | [ 25 ] | [ 28 ] | [ 30 ] | [ 32 ] | [ 33 ] | [ 14 ] | [ 34 ] | [ 35 ] | [ 38 ] |

## Politik

### Stadtrat
Der Stadtrat hat 16 Mitglieder. Die Kommunalwahl am 15. März 2020 führte zu folgender Sitzverteilung:
- SPD – 5 Sitze (−2)
- CSU – 6 Sitze (+1)
- Überparteiliche Wählergemeinschaft – 5 Sitze (+1)

### Städtepartnerschaften
Die Stadt pflegt Partnerschaften mit
- Beaulieu-sur-Dordogne in Frankreich, Limousin, seit 1986

- Grünhain-Beierfeld in Deutschland, Sachsen, seit 1990

- Larche (Corrèze) in Frankreich, Corrèze, seit 2014[40]

### Verwaltungsgemeinschaft
Zur Verwaltungsgemeinschaft Scheinfeld gehören neben der Stadt Scheinfeld die vier Marktgemeinden Markt Bibart, Markt Taschendorf, Oberscheinfeld und Sugenheim sowie die Gemeinde Langenfeld.

### Wappen und Flagge
Wappen
|                                        | Blasonierung: „Gespalten und vorne geteilt; oben in Gold ein wachsender, rot gezungter schwarzer Adler, unten siebenmal gespalten von Blau und Silber; hinten in Rot auf schwarzem Dreiberg ein silberner Zinnenturm.“ |
| Wappenführung seit dem 15. Jahrhundert | |

Flagge
Die Gemeindeflagge ist rot-weiß.

## Kultur und Sehenswürdigkeiten

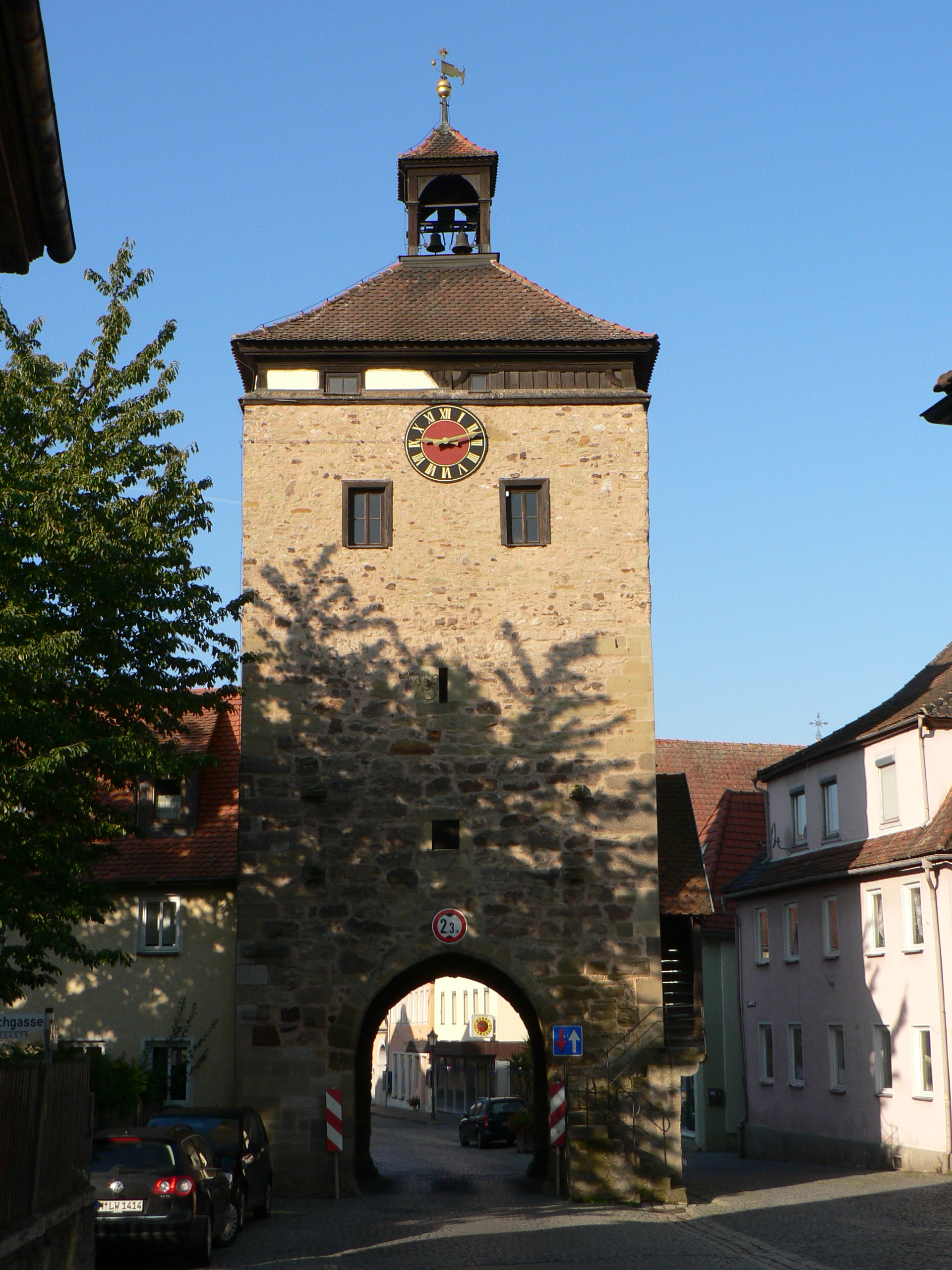
Stadttor, 2007

### Musik
- Schwarzenberger Schlosskonzerte[43] im Ahnensaal des Schlosses Schwarzenberg für Freunde der klassischen Musik und des Jazz

### Bau- und Bodendenkmäler
- Schloss Schwarzenberg
- Kloster Schwarzenberg, mit der Klosterkirche, die von Balthasar Neumann entworfen wurde
- Katholische Stadtpfarrkirche Mariä Himmelfahrt
- Oberer Torturm
- evangelisch-lutherische Erlöserkirche

## Wirtschaft und Infrastruktur

### Öffentliche Einrichtungen
- 1810 entstand in Schwarzenberg die erste bayerische Forstlehranstalt.[44]
- Scheinfeld ist Sitz der gleichnamigen Verwaltungsgemeinschaft.
- Die Stadtwerke Scheinfeld betreiben ein stadteigenes Hallenbad (insbesondere für Schulsport genutzt) sowie das Freibad Scheinfeld (grunderneuert im Winter 2016/2017).

### Verkehr
Die Staatsstraße 2261 führt zur Bundesstraße 8 bei Markt Bibart (2,8 km südwestlich) bzw. über Oberrimbach nach Burghaslach (11,5 km nordöstlich). Die Staatsstraße 2421 führt über Hohlweiler zur B 8 bei Oberlaimbach (2,4 km südlich) bzw. über Burgambach nach Oberscheinfeld (5,4 km nördlich). Eine Gemeindeverbindungsstraße führt die St 2421 kreuzend nach Grappertshofen (1,3 km nordwestlich). Ein Anliegerweg führt zur Hohlweilermühle (0,9 km südlich).
Nächster Bahnhof ist Markt Bibart an der Bahnstrecke Fürth–Würzburg.

### Wanderwege
Durch Scheinfeld verläuft die Magnifikat-Route des Fränkischen Marienwegs.

### Vereine
- Kurz nach der 1861 erfolgten Gründung eines Turnvereins in Neustadt an der Aisch wurde in Scheinfeld erstmals ein Turnverein eingerichtet.[45]
- Feuerwehr Stadt Scheinfeld mit dem gleichnamigen Verein, welche im Jahr 1869 gegründet wurden und im Jahr 2019 das 150-jährige Gründungsjubiläum feierten
- Die Stadtkapelle Scheinfeld feierte 2011 ihr 100-jähriges Bestehen.
- Aus der Scheinfelder Flüchtlingshilfe entstand im Jahr 2016 ein soziales Gebrauchtwarenkaufhaus in Scheinfelds Altstadt. In diesem „komm rein!“ getauften Laden können Kunden zu günstigen Preisen gebrauchte Kleidung und Haushaltswaren einkaufen. Betrieben wird er vom Diakonieverein Scheinfeld. Der gesamte Erlös wird an gemeinnützige Organisationen und Projekte in Scheinfeld sowie der ganzen Welt gespendet.
- Im Heimat- und Kulturverein Scheinfeld Stadt und Land e. V.[46] sind unter anderem die folgenden Gruppierungen eingegliedert:
  - Kinderbaustelle Scheinfeld
  - Scheinfelder Tracht[47]
  - Musik & mehr
  - Fürstlich priviligierte Schwarzenberg’sche Böllerschützen der Scheinfelder Tracht
- Schützenverein Scheinfeld

### Bildung
- Grund- und Mittelschule Scheinfeld
- Private Real- und Fachoberschule Schloss Schwarzenberg
- Gymnasium Scheinfeld
- Staatliches Berufliches Schulzentrum (BSZ) Scheinfeld (für die Fachrichtungen Ernährung und Versorgung, Kinderpflege, Sozialpflege und Agrarwirtschaft)
- Berufsfachschulen für Altenpflege und Altenpflegehilfe
- Krankenpflegeschule Scheinfeld
- Bildungshaus Kloster Schwarzenberg

### Jugendarbeit
- SpVgg Thierberg
- Evangelische Jugend Scheinfeld
- Klosterjugend (Kloster Schwarzenberg)
- TSV-Scheinfeld
- Schwimmvereine (DLRG und Delfin)

### Unternehmen
- Der Sportartikelhersteller Adidas hat in Scheinfeld seine einzige deutsche Produktionsstätte. Unter anderem werden dort Maßanfertigungen für Spitzensportler hergestellt.

## Persönlichkeiten
- Erkinger I. von Seinsheim, Freiherr von Schwarzenberg (1362–1437), Stifter, Freiherr, auf sein Betreiben wurde Scheinfeld 1415 Stadt
- Wolf Jacob Sattler (1593–1654), Jurist und Gesandter
- Philipp Sattler (1594–1641), Offizier in schwedischen Diensten
- Josef Haller (Philologe) (1810–1886), Publizist, Journalist und Sprichwortforscher
- Johannes Friedrich (1836–1917), Kirchenhistoriker, Kaplan in Scheinfeld
- Berthold Bing (1847–1915), Politiker, Hopfenhändler und Kommerzienrat
- Wilhelm Holzwarth (1875–1941), Politiker, Mitbegründer der NSDAP 1925 (Mitgliedsnummer 20)
- Petrus Karl Mangold (1889–1942), Franziskaner
- Franz Stadelmayer (1891–1971), Jurist, Politiker und Oberbürgermeister von Würzburg
- Fritz Erlwein (1894–1945, geboren in Scheinfeld), u. a. Kaufmann, in Neustadt a.d.Aisch Mitbegründer der Ortsgruppen von NSDAP und SA, Stadtrat und Zweiter Bürgermeister[48]
- Ludwig Pösl (1903–1945), Politiker (NSDAP)
- Nikolaus Fleckenstein (1906–1979), Gewerkschafter und Politiker (CDU), geboren in Erlabronn
- Georg Hutzler (um 1907–?), Postangestellter und Heimatdichter, Hutzler arbeitete mit Scheinfelder Verlagen zusammen und starb auch in der Stadt.
- Stephen J. Townsend (* 1959), Generalleutnant der US Army, kommandiert seit August 2016 die US-Truppen im Irak und Syrien in der Operation Inherent Resolve
- Josef Bulitta (1908–1979), Jurist in Scheinfeld, Sachbuchautor, Gründer der „Aktion für das Leben“